# John McPhee
Pour les articles homonymes, voir McPhee.
John Angus McPhee, né le 8 mars 1931 à Princeton (New Jersey), est un journaliste et romancier américain. Il a remporté le prix Pulitzer de l'essai en 1999 pour Annals of the Former World. Il est aussi considéré comme l'un des pionniers de l'essai fictionnel (creative nonfiction en anglais), qui est à distinguer du nouveau journalisme.

## Œuvres

### en français
- Rencontres avec l'archidruide (Encounters with the Archdruid, 1972), traduit de l'américain par Laura Derajinski, Éditions Gallmeister, 2009, 232 p.   (ISBN 978-2-35178-028-2)
- En Alaska (Coming Into the Country, 1976), traduit de l'américain par Richard Matas, Editions Payot, 1992, 405 p.   (ISBN 978-2-2288-8476-1)
- The Control of Nature, Farrar, Straus and Giroux, août 1989  (ISBN 0-374-12890-1), 272 p., où il décrit par exemple la structure de régulation des eaux d'Old River sur le Mississippi.
- Cargos (Looking for a ship, 1990), traduit de l'américain par Richard Matas, Éditions Payot, 1993, 303 p.   (ISBN 978-2-2288-8605-5)

### en anglais
- A Sense of Where You Are (1965)  (ISBN 0-374-51485-2)
- The Headmaster (en) (1966)  (ISBN 0-374-16860-1)
- Oranges (1967)  (ISBN 0-374-22688-1)
- The Pine Barrens (en) (1968)  (ISBN 0-374-23360-8).
- A Roomful of Hovings and Other Profiles  (ISBN 0-374-51501-8) (collection, 1969)
- Levels of the Game (1969)  (ISBN 0-374-51526-3). Au sujet de la relation qu'entretiennent deux champions de tennis.
- The Crofter and the Laird (1969)  (ISBN 0-374-13192-9)
- Encounters with the Archdruid (en) (1971)  (ISBN 0-374-14822-8).
- The Deltoid Pumpkin Seed (1973)  (ISBN 0-374-51635-9). L'histoire de l'Aereon, la combinaison d'un aérodyne et d'un dirigeable, aussi appelé dirigeable hybride.
- The Curve of Binding Energy (1974)  (ISBN 0-374-13373-5) —finaliste du National Book Award
- Pieces of the Frame (collection, 1975)  (ISBN 0-374-51498-4)
- The Survival of the Bark Canoe (1975)  (ISBN 0-374-27207-7)
- The John McPhee Reader (collection, 1977)  (ISBN 0-374-17992-1)
- Coming into the Country (1977)  (ISBN 0-374-52287-1)
- Giving Good Weight (collection, 1979)  (ISBN 0-374-16306-5)
- Basin and Range (1981)  (ISBN 0-374-10914-1). Réédité dans les Annals of the Former World. —finaliste du prix Pulitzer.
- In Suspect Terrain (1983)  (ISBN 0-374-17650-7). Réédité dans les Annals of the Former World.
- La Place de la Concorde Suisse (1984)  (ISBN 0-374-51932-3)
- Table of Contents (collection, 1985)  (ISBN 0-374-52008-9)
- Rising from the Plains (1986)  (ISBN 0-374-25082-0). Réédité dans les Annals of the Former World. —finaliste du prix Pulitzer.
- Heirs of General Practice (1986)  (ISBN 0-374-51974-9)
- The Control of Nature (en) (1989)  (ISBN 0-374-12890-1)
- Looking for a Ship (1990)  (ISBN 0-374-19077-1) —finaliste du prix Pulitzer.
- Assembling California (1993)  (ISBN 0-374-52393-2). Réédité dans les Annals of the Former World.
- The Ransom of Russian Art (1994)  (ISBN 0-374-24682-3)
- The Second John McPhee Reader (1996)  (ISBN 0-374-52463-7)
- Irons in the Fire (1997)  (ISBN 0-374-17726-0)
- Annals of the Former World (1998)  (ISBN 0-374-10520-0). Recueil de cinq histoires de géologie. Lauréat du prix Pulitzer en 1999.
- The Founding Fish (2002)  (ISBN 0-374-10444-1)
- The American Shad: Selections from the Founding Fish (2004)  (ISBN 1-886967-14-8) (édition limitée)
- Uncommon Carriers (2006)  (ISBN 0-374-28039-8)
- Silk Parachute (2010) ré-édition 2011  (ISBN 978-0-374-53262-8)